# Fugida desesperada
Fugida desesperada (títol original: Heaven's Burning) és una pel·lícula australiana dirigida el 1997 per Craig Lahiff. Aquesta pel·lícula ha estat doblada al català

## Argument
Midori passa la seva lluna de mel a Austràlia quan deixa de sobte el seu marit, simulant un segrest. El subterfugi és de seguida descobert, però la jove japonesa és irònicament presa en ostatge per una banda d'atracadors. Mentre que es prepara a ser executada, és salvada per un dels malfactors, Colin. Midori se n'enamora i la parella fuig, amb una pila de gent al seu darrere: un marit enganyat, la policia i gàngsters ebris de venjança.

## Repartiment
- Russell Crowe: Colin
- Youki Kudoh: Midori
- Kenji Isomura: Yukio
- Ray Barrett: Cam
- Robert Mammone: Mahood

## Al voltant de la pel·lícula
- Russell Crowe retroba aquí Robert Mammone 7 anys després de The Crossing de George Ogilvie.
- L'escena del discurs antijaponès llançat per Ray Barrett havia estat en un principi tallat en el muntatge després de tests, abans de ser estrenada a Austràlia.[3]
- Segons Youki Kudoh, les relacions entre ella i Russell Crowe en el rodatge han estat de vegades difícils.[4]